# Merangiria sieburgi
Merangiria sieburgi är en fjärilsart som beskrevs av Ruesler och Kuppers 1979. Merangiria sieburgi ingår i släktet Merangiria och familjen mott. Inga underarter finns listade i Catalogue of Life.